# Dark chess
Dark chess és una variació dels escacs amb informació incompleta, similar al Kriegspiel. Fou inventat per Jens Bæk Nielsen i Torben Osted el 1989. Cada jugador no veu el tauler sencer, només les seves pròpies peces (inclosos els peons), i les caselles on es podrien moure aquestes peces.
|   | a | b | c | d | e | f | g | h |   |
| 8 | a8 black cross · b8 black cross · c8 black cross · d8 black cross · e8 black cross · f8 black cross · h8 black cross · a7 black cross · b7 black cross · c7 negres cavall · d7 black cross · e7 black cross · f7 black cross · h7 black cross · a6 black cross · b6 black cross · d6 negres peó · f6 negres peó · a5 black cross · b5 black cross · f5 blanques peó · h5 black cross · a4 negres peó · b4 negres peó · d4 blanques peó · e4 blanques cavall · f4 blanques alfil · d3 black cross · f3 black cross · h3 blanques peó · a2 blanques peó · b2 blanques peó · h2 blanques dama · a1 blanques rei · c1 blanques torre · g1 blanques torre | a8 black cross · b8 black cross · c8 black cross · d8 black cross · e8 black cross · f8 black cross · h8 black cross · a7 black cross · b7 black cross · c7 negres cavall · d7 black cross · e7 black cross · f7 black cross · h7 black cross · a6 black cross · b6 black cross · d6 negres peó · f6 negres peó · a5 black cross · b5 black cross · f5 blanques peó · h5 black cross · a4 negres peó · b4 negres peó · d4 blanques peó · e4 blanques cavall · f4 blanques alfil · d3 black cross · f3 black cross · h3 blanques peó · a2 blanques peó · b2 blanques peó · h2 blanques dama · a1 blanques rei · c1 blanques torre · g1 blanques torre | a8 black cross · b8 black cross · c8 black cross · d8 black cross · e8 black cross · f8 black cross · h8 black cross · a7 black cross · b7 black cross · c7 negres cavall · d7 black cross · e7 black cross · f7 black cross · h7 black cross · a6 black cross · b6 black cross · d6 negres peó · f6 negres peó · a5 black cross · b5 black cross · f5 blanques peó · h5 black cross · a4 negres peó · b4 negres peó · d4 blanques peó · e4 blanques cavall · f4 blanques alfil · d3 black cross · f3 black cross · h3 blanques peó · a2 blanques peó · b2 blanques peó · h2 blanques dama · a1 blanques rei · c1 blanques torre · g1 blanques torre | a8 black cross · b8 black cross · c8 black cross · d8 black cross · e8 black cross · f8 black cross · h8 black cross · a7 black cross · b7 black cross · c7 negres cavall · d7 black cross · e7 black cross · f7 black cross · h7 black cross · a6 black cross · b6 black cross · d6 negres peó · f6 negres peó · a5 black cross · b5 black cross · f5 blanques peó · h5 black cross · a4 negres peó · b4 negres peó · d4 blanques peó · e4 blanques cavall · f4 blanques alfil · d3 black cross · f3 black cross · h3 blanques peó · a2 blanques peó · b2 blanques peó · h2 blanques dama · a1 blanques rei · c1 blanques torre · g1 blanques torre | a8 black cross · b8 black cross · c8 black cross · d8 black cross · e8 black cross · f8 black cross · h8 black cross · a7 black cross · b7 black cross · c7 negres cavall · d7 black cross · e7 black cross · f7 black cross · h7 black cross · a6 black cross · b6 black cross · d6 negres peó · f6 negres peó · a5 black cross · b5 black cross · f5 blanques peó · h5 black cross · a4 negres peó · b4 negres peó · d4 blanques peó · e4 blanques cavall · f4 blanques alfil · d3 black cross · f3 black cross · h3 blanques peó · a2 blanques peó · b2 blanques peó · h2 blanques dama · a1 blanques rei · c1 blanques torre · g1 blanques torre | a8 black cross · b8 black cross · c8 black cross · d8 black cross · e8 black cross · f8 black cross · h8 black cross · a7 black cross · b7 black cross · c7 negres cavall · d7 black cross · e7 black cross · f7 black cross · h7 black cross · a6 black cross · b6 black cross · d6 negres peó · f6 negres peó · a5 black cross · b5 black cross · f5 blanques peó · h5 black cross · a4 negres peó · b4 negres peó · d4 blanques peó · e4 blanques cavall · f4 blanques alfil · d3 black cross · f3 black cross · h3 blanques peó · a2 blanques peó · b2 blanques peó · h2 blanques dama · a1 blanques rei · c1 blanques torre · g1 blanques torre | a8 black cross · b8 black cross · c8 black cross · d8 black cross · e8 black cross · f8 black cross · h8 black cross · a7 black cross · b7 black cross · c7 negres cavall · d7 black cross · e7 black cross · f7 black cross · h7 black cross · a6 black cross · b6 black cross · d6 negres peó · f6 negres peó · a5 black cross · b5 black cross · f5 blanques peó · h5 black cross · a4 negres peó · b4 negres peó · d4 blanques peó · e4 blanques cavall · f4 blanques alfil · d3 black cross · f3 black cross · h3 blanques peó · a2 blanques peó · b2 blanques peó · h2 blanques dama · a1 blanques rei · c1 blanques torre · g1 blanques torre | a8 black cross · b8 black cross · c8 black cross · d8 black cross · e8 black cross · f8 black cross · h8 black cross · a7 black cross · b7 black cross · c7 negres cavall · d7 black cross · e7 black cross · f7 black cross · h7 black cross · a6 black cross · b6 black cross · d6 negres peó · f6 negres peó · a5 black cross · b5 black cross · f5 blanques peó · h5 black cross · a4 negres peó · b4 negres peó · d4 blanques peó · e4 blanques cavall · f4 blanques alfil · d3 black cross · f3 black cross · h3 blanques peó · a2 blanques peó · b2 blanques peó · h2 blanques dama · a1 blanques rei · c1 blanques torre · g1 blanques torre | 8 |
| 7 | a8 black cross · b8 black cross · c8 black cross · d8 black cross · e8 black cross · f8 black cross · h8 black cross · a7 black cross · b7 black cross · c7 negres cavall · d7 black cross · e7 black cross · f7 black cross · h7 black cross · a6 black cross · b6 black cross · d6 negres peó · f6 negres peó · a5 black cross · b5 black cross · f5 blanques peó · h5 black cross · a4 negres peó · b4 negres peó · d4 blanques peó · e4 blanques cavall · f4 blanques alfil · d3 black cross · f3 black cross · h3 blanques peó · a2 blanques peó · b2 blanques peó · h2 blanques dama · a1 blanques rei · c1 blanques torre · g1 blanques torre | a8 black cross · b8 black cross · c8 black cross · d8 black cross · e8 black cross · f8 black cross · h8 black cross · a7 black cross · b7 black cross · c7 negres cavall · d7 black cross · e7 black cross · f7 black cross · h7 black cross · a6 black cross · b6 black cross · d6 negres peó · f6 negres peó · a5 black cross · b5 black cross · f5 blanques peó · h5 black cross · a4 negres peó · b4 negres peó · d4 blanques peó · e4 blanques cavall · f4 blanques alfil · d3 black cross · f3 black cross · h3 blanques peó · a2 blanques peó · b2 blanques peó · h2 blanques dama · a1 blanques rei · c1 blanques torre · g1 blanques torre | a8 black cross · b8 black cross · c8 black cross · d8 black cross · e8 black cross · f8 black cross · h8 black cross · a7 black cross · b7 black cross · c7 negres cavall · d7 black cross · e7 black cross · f7 black cross · h7 black cross · a6 black cross · b6 black cross · d6 negres peó · f6 negres peó · a5 black cross · b5 black cross · f5 blanques peó · h5 black cross · a4 negres peó · b4 negres peó · d4 blanques peó · e4 blanques cavall · f4 blanques alfil · d3 black cross · f3 black cross · h3 blanques peó · a2 blanques peó · b2 blanques peó · h2 blanques dama · a1 blanques rei · c1 blanques torre · g1 blanques torre | a8 black cross · b8 black cross · c8 black cross · d8 black cross · e8 black cross · f8 black cross · h8 black cross · a7 black cross · b7 black cross · c7 negres cavall · d7 black cross · e7 black cross · f7 black cross · h7 black cross · a6 black cross · b6 black cross · d6 negres peó · f6 negres peó · a5 black cross · b5 black cross · f5 blanques peó · h5 black cross · a4 negres peó · b4 negres peó · d4 blanques peó · e4 blanques cavall · f4 blanques alfil · d3 black cross · f3 black cross · h3 blanques peó · a2 blanques peó · b2 blanques peó · h2 blanques dama · a1 blanques rei · c1 blanques torre · g1 blanques torre | a8 black cross · b8 black cross · c8 black cross · d8 black cross · e8 black cross · f8 black cross · h8 black cross · a7 black cross · b7 black cross · c7 negres cavall · d7 black cross · e7 black cross · f7 black cross · h7 black cross · a6 black cross · b6 black cross · d6 negres peó · f6 negres peó · a5 black cross · b5 black cross · f5 blanques peó · h5 black cross · a4 negres peó · b4 negres peó · d4 blanques peó · e4 blanques cavall · f4 blanques alfil · d3 black cross · f3 black cross · h3 blanques peó · a2 blanques peó · b2 blanques peó · h2 blanques dama · a1 blanques rei · c1 blanques torre · g1 blanques torre | a8 black cross · b8 black cross · c8 black cross · d8 black cross · e8 black cross · f8 black cross · h8 black cross · a7 black cross · b7 black cross · c7 negres cavall · d7 black cross · e7 black cross · f7 black cross · h7 black cross · a6 black cross · b6 black cross · d6 negres peó · f6 negres peó · a5 black cross · b5 black cross · f5 blanques peó · h5 black cross · a4 negres peó · b4 negres peó · d4 blanques peó · e4 blanques cavall · f4 blanques alfil · d3 black cross · f3 black cross · h3 blanques peó · a2 blanques peó · b2 blanques peó · h2 blanques dama · a1 blanques rei · c1 blanques torre · g1 blanques torre | a8 black cross · b8 black cross · c8 black cross · d8 black cross · e8 black cross · f8 black cross · h8 black cross · a7 black cross · b7 black cross · c7 negres cavall · d7 black cross · e7 black cross · f7 black cross · h7 black cross · a6 black cross · b6 black cross · d6 negres peó · f6 negres peó · a5 black cross · b5 black cross · f5 blanques peó · h5 black cross · a4 negres peó · b4 negres peó · d4 blanques peó · e4 blanques cavall · f4 blanques alfil · d3 black cross · f3 black cross · h3 blanques peó · a2 blanques peó · b2 blanques peó · h2 blanques dama · a1 blanques rei · c1 blanques torre · g1 blanques torre | a8 black cross · b8 black cross · c8 black cross · d8 black cross · e8 black cross · f8 black cross · h8 black cross · a7 black cross · b7 black cross · c7 negres cavall · d7 black cross · e7 black cross · f7 black cross · h7 black cross · a6 black cross · b6 black cross · d6 negres peó · f6 negres peó · a5 black cross · b5 black cross · f5 blanques peó · h5 black cross · a4 negres peó · b4 negres peó · d4 blanques peó · e4 blanques cavall · f4 blanques alfil · d3 black cross · f3 black cross · h3 blanques peó · a2 blanques peó · b2 blanques peó · h2 blanques dama · a1 blanques rei · c1 blanques torre · g1 blanques torre | 7 |
| 6 | a8 black cross · b8 black cross · c8 black cross · d8 black cross · e8 black cross · f8 black cross · h8 black cross · a7 black cross · b7 black cross · c7 negres cavall · d7 black cross · e7 black cross · f7 black cross · h7 black cross · a6 black cross · b6 black cross · d6 negres peó · f6 negres peó · a5 black cross · b5 black cross · f5 blanques peó · h5 black cross · a4 negres peó · b4 negres peó · d4 blanques peó · e4 blanques cavall · f4 blanques alfil · d3 black cross · f3 black cross · h3 blanques peó · a2 blanques peó · b2 blanques peó · h2 blanques dama · a1 blanques rei · c1 blanques torre · g1 blanques torre | a8 black cross · b8 black cross · c8 black cross · d8 black cross · e8 black cross · f8 black cross · h8 black cross · a7 black cross · b7 black cross · c7 negres cavall · d7 black cross · e7 black cross · f7 black cross · h7 black cross · a6 black cross · b6 black cross · d6 negres peó · f6 negres peó · a5 black cross · b5 black cross · f5 blanques peó · h5 black cross · a4 negres peó · b4 negres peó · d4 blanques peó · e4 blanques cavall · f4 blanques alfil · d3 black cross · f3 black cross · h3 blanques peó · a2 blanques peó · b2 blanques peó · h2 blanques dama · a1 blanques rei · c1 blanques torre · g1 blanques torre | a8 black cross · b8 black cross · c8 black cross · d8 black cross · e8 black cross · f8 black cross · h8 black cross · a7 black cross · b7 black cross · c7 negres cavall · d7 black cross · e7 black cross · f7 black cross · h7 black cross · a6 black cross · b6 black cross · d6 negres peó · f6 negres peó · a5 black cross · b5 black cross · f5 blanques peó · h5 black cross · a4 negres peó · b4 negres peó · d4 blanques peó · e4 blanques cavall · f4 blanques alfil · d3 black cross · f3 black cross · h3 blanques peó · a2 blanques peó · b2 blanques peó · h2 blanques dama · a1 blanques rei · c1 blanques torre · g1 blanques torre | a8 black cross · b8 black cross · c8 black cross · d8 black cross · e8 black cross · f8 black cross · h8 black cross · a7 black cross · b7 black cross · c7 negres cavall · d7 black cross · e7 black cross · f7 black cross · h7 black cross · a6 black cross · b6 black cross · d6 negres peó · f6 negres peó · a5 black cross · b5 black cross · f5 blanques peó · h5 black cross · a4 negres peó · b4 negres peó · d4 blanques peó · e4 blanques cavall · f4 blanques alfil · d3 black cross · f3 black cross · h3 blanques peó · a2 blanques peó · b2 blanques peó · h2 blanques dama · a1 blanques rei · c1 blanques torre · g1 blanques torre | a8 black cross · b8 black cross · c8 black cross · d8 black cross · e8 black cross · f8 black cross · h8 black cross · a7 black cross · b7 black cross · c7 negres cavall · d7 black cross · e7 black cross · f7 black cross · h7 black cross · a6 black cross · b6 black cross · d6 negres peó · f6 negres peó · a5 black cross · b5 black cross · f5 blanques peó · h5 black cross · a4 negres peó · b4 negres peó · d4 blanques peó · e4 blanques cavall · f4 blanques alfil · d3 black cross · f3 black cross · h3 blanques peó · a2 blanques peó · b2 blanques peó · h2 blanques dama · a1 blanques rei · c1 blanques torre · g1 blanques torre | a8 black cross · b8 black cross · c8 black cross · d8 black cross · e8 black cross · f8 black cross · h8 black cross · a7 black cross · b7 black cross · c7 negres cavall · d7 black cross · e7 black cross · f7 black cross · h7 black cross · a6 black cross · b6 black cross · d6 negres peó · f6 negres peó · a5 black cross · b5 black cross · f5 blanques peó · h5 black cross · a4 negres peó · b4 negres peó · d4 blanques peó · e4 blanques cavall · f4 blanques alfil · d3 black cross · f3 black cross · h3 blanques peó · a2 blanques peó · b2 blanques peó · h2 blanques dama · a1 blanques rei · c1 blanques torre · g1 blanques torre | a8 black cross · b8 black cross · c8 black cross · d8 black cross · e8 black cross · f8 black cross · h8 black cross · a7 black cross · b7 black cross · c7 negres cavall · d7 black cross · e7 black cross · f7 black cross · h7 black cross · a6 black cross · b6 black cross · d6 negres peó · f6 negres peó · a5 black cross · b5 black cross · f5 blanques peó · h5 black cross · a4 negres peó · b4 negres peó · d4 blanques peó · e4 blanques cavall · f4 blanques alfil · d3 black cross · f3 black cross · h3 blanques peó · a2 blanques peó · b2 blanques peó · h2 blanques dama · a1 blanques rei · c1 blanques torre · g1 blanques torre | a8 black cross · b8 black cross · c8 black cross · d8 black cross · e8 black cross · f8 black cross · h8 black cross · a7 black cross · b7 black cross · c7 negres cavall · d7 black cross · e7 black cross · f7 black cross · h7 black cross · a6 black cross · b6 black cross · d6 negres peó · f6 negres peó · a5 black cross · b5 black cross · f5 blanques peó · h5 black cross · a4 negres peó · b4 negres peó · d4 blanques peó · e4 blanques cavall · f4 blanques alfil · d3 black cross · f3 black cross · h3 blanques peó · a2 blanques peó · b2 blanques peó · h2 blanques dama · a1 blanques rei · c1 blanques torre · g1 blanques torre | 6 |
| 5 | a8 black cross · b8 black cross · c8 black cross · d8 black cross · e8 black cross · f8 black cross · h8 black cross · a7 black cross · b7 black cross · c7 negres cavall · d7 black cross · e7 black cross · f7 black cross · h7 black cross · a6 black cross · b6 black cross · d6 negres peó · f6 negres peó · a5 black cross · b5 black cross · f5 blanques peó · h5 black cross · a4 negres peó · b4 negres peó · d4 blanques peó · e4 blanques cavall · f4 blanques alfil · d3 black cross · f3 black cross · h3 blanques peó · a2 blanques peó · b2 blanques peó · h2 blanques dama · a1 blanques rei · c1 blanques torre · g1 blanques torre | a8 black cross · b8 black cross · c8 black cross · d8 black cross · e8 black cross · f8 black cross · h8 black cross · a7 black cross · b7 black cross · c7 negres cavall · d7 black cross · e7 black cross · f7 black cross · h7 black cross · a6 black cross · b6 black cross · d6 negres peó · f6 negres peó · a5 black cross · b5 black cross · f5 blanques peó · h5 black cross · a4 negres peó · b4 negres peó · d4 blanques peó · e4 blanques cavall · f4 blanques alfil · d3 black cross · f3 black cross · h3 blanques peó · a2 blanques peó · b2 blanques peó · h2 blanques dama · a1 blanques rei · c1 blanques torre · g1 blanques torre | a8 black cross · b8 black cross · c8 black cross · d8 black cross · e8 black cross · f8 black cross · h8 black cross · a7 black cross · b7 black cross · c7 negres cavall · d7 black cross · e7 black cross · f7 black cross · h7 black cross · a6 black cross · b6 black cross · d6 negres peó · f6 negres peó · a5 black cross · b5 black cross · f5 blanques peó · h5 black cross · a4 negres peó · b4 negres peó · d4 blanques peó · e4 blanques cavall · f4 blanques alfil · d3 black cross · f3 black cross · h3 blanques peó · a2 blanques peó · b2 blanques peó · h2 blanques dama · a1 blanques rei · c1 blanques torre · g1 blanques torre | a8 black cross · b8 black cross · c8 black cross · d8 black cross · e8 black cross · f8 black cross · h8 black cross · a7 black cross · b7 black cross · c7 negres cavall · d7 black cross · e7 black cross · f7 black cross · h7 black cross · a6 black cross · b6 black cross · d6 negres peó · f6 negres peó · a5 black cross · b5 black cross · f5 blanques peó · h5 black cross · a4 negres peó · b4 negres peó · d4 blanques peó · e4 blanques cavall · f4 blanques alfil · d3 black cross · f3 black cross · h3 blanques peó · a2 blanques peó · b2 blanques peó · h2 blanques dama · a1 blanques rei · c1 blanques torre · g1 blanques torre | a8 black cross · b8 black cross · c8 black cross · d8 black cross · e8 black cross · f8 black cross · h8 black cross · a7 black cross · b7 black cross · c7 negres cavall · d7 black cross · e7 black cross · f7 black cross · h7 black cross · a6 black cross · b6 black cross · d6 negres peó · f6 negres peó · a5 black cross · b5 black cross · f5 blanques peó · h5 black cross · a4 negres peó · b4 negres peó · d4 blanques peó · e4 blanques cavall · f4 blanques alfil · d3 black cross · f3 black cross · h3 blanques peó · a2 blanques peó · b2 blanques peó · h2 blanques dama · a1 blanques rei · c1 blanques torre · g1 blanques torre | a8 black cross · b8 black cross · c8 black cross · d8 black cross · e8 black cross · f8 black cross · h8 black cross · a7 black cross · b7 black cross · c7 negres cavall · d7 black cross · e7 black cross · f7 black cross · h7 black cross · a6 black cross · b6 black cross · d6 negres peó · f6 negres peó · a5 black cross · b5 black cross · f5 blanques peó · h5 black cross · a4 negres peó · b4 negres peó · d4 blanques peó · e4 blanques cavall · f4 blanques alfil · d3 black cross · f3 black cross · h3 blanques peó · a2 blanques peó · b2 blanques peó · h2 blanques dama · a1 blanques rei · c1 blanques torre · g1 blanques torre | a8 black cross · b8 black cross · c8 black cross · d8 black cross · e8 black cross · f8 black cross · h8 black cross · a7 black cross · b7 black cross · c7 negres cavall · d7 black cross · e7 black cross · f7 black cross · h7 black cross · a6 black cross · b6 black cross · d6 negres peó · f6 negres peó · a5 black cross · b5 black cross · f5 blanques peó · h5 black cross · a4 negres peó · b4 negres peó · d4 blanques peó · e4 blanques cavall · f4 blanques alfil · d3 black cross · f3 black cross · h3 blanques peó · a2 blanques peó · b2 blanques peó · h2 blanques dama · a1 blanques rei · c1 blanques torre · g1 blanques torre | a8 black cross · b8 black cross · c8 black cross · d8 black cross · e8 black cross · f8 black cross · h8 black cross · a7 black cross · b7 black cross · c7 negres cavall · d7 black cross · e7 black cross · f7 black cross · h7 black cross · a6 black cross · b6 black cross · d6 negres peó · f6 negres peó · a5 black cross · b5 black cross · f5 blanques peó · h5 black cross · a4 negres peó · b4 negres peó · d4 blanques peó · e4 blanques cavall · f4 blanques alfil · d3 black cross · f3 black cross · h3 blanques peó · a2 blanques peó · b2 blanques peó · h2 blanques dama · a1 blanques rei · c1 blanques torre · g1 blanques torre | 5 |
| 4 | a8 black cross · b8 black cross · c8 black cross · d8 black cross · e8 black cross · f8 black cross · h8 black cross · a7 black cross · b7 black cross · c7 negres cavall · d7 black cross · e7 black cross · f7 black cross · h7 black cross · a6 black cross · b6 black cross · d6 negres peó · f6 negres peó · a5 black cross · b5 black cross · f5 blanques peó · h5 black cross · a4 negres peó · b4 negres peó · d4 blanques peó · e4 blanques cavall · f4 blanques alfil · d3 black cross · f3 black cross · h3 blanques peó · a2 blanques peó · b2 blanques peó · h2 blanques dama · a1 blanques rei · c1 blanques torre · g1 blanques torre | a8 black cross · b8 black cross · c8 black cross · d8 black cross · e8 black cross · f8 black cross · h8 black cross · a7 black cross · b7 black cross · c7 negres cavall · d7 black cross · e7 black cross · f7 black cross · h7 black cross · a6 black cross · b6 black cross · d6 negres peó · f6 negres peó · a5 black cross · b5 black cross · f5 blanques peó · h5 black cross · a4 negres peó · b4 negres peó · d4 blanques peó · e4 blanques cavall · f4 blanques alfil · d3 black cross · f3 black cross · h3 blanques peó · a2 blanques peó · b2 blanques peó · h2 blanques dama · a1 blanques rei · c1 blanques torre · g1 blanques torre | a8 black cross · b8 black cross · c8 black cross · d8 black cross · e8 black cross · f8 black cross · h8 black cross · a7 black cross · b7 black cross · c7 negres cavall · d7 black cross · e7 black cross · f7 black cross · h7 black cross · a6 black cross · b6 black cross · d6 negres peó · f6 negres peó · a5 black cross · b5 black cross · f5 blanques peó · h5 black cross · a4 negres peó · b4 negres peó · d4 blanques peó · e4 blanques cavall · f4 blanques alfil · d3 black cross · f3 black cross · h3 blanques peó · a2 blanques peó · b2 blanques peó · h2 blanques dama · a1 blanques rei · c1 blanques torre · g1 blanques torre | a8 black cross · b8 black cross · c8 black cross · d8 black cross · e8 black cross · f8 black cross · h8 black cross · a7 black cross · b7 black cross · c7 negres cavall · d7 black cross · e7 black cross · f7 black cross · h7 black cross · a6 black cross · b6 black cross · d6 negres peó · f6 negres peó · a5 black cross · b5 black cross · f5 blanques peó · h5 black cross · a4 negres peó · b4 negres peó · d4 blanques peó · e4 blanques cavall · f4 blanques alfil · d3 black cross · f3 black cross · h3 blanques peó · a2 blanques peó · b2 blanques peó · h2 blanques dama · a1 blanques rei · c1 blanques torre · g1 blanques torre | a8 black cross · b8 black cross · c8 black cross · d8 black cross · e8 black cross · f8 black cross · h8 black cross · a7 black cross · b7 black cross · c7 negres cavall · d7 black cross · e7 black cross · f7 black cross · h7 black cross · a6 black cross · b6 black cross · d6 negres peó · f6 negres peó · a5 black cross · b5 black cross · f5 blanques peó · h5 black cross · a4 negres peó · b4 negres peó · d4 blanques peó · e4 blanques cavall · f4 blanques alfil · d3 black cross · f3 black cross · h3 blanques peó · a2 blanques peó · b2 blanques peó · h2 blanques dama · a1 blanques rei · c1 blanques torre · g1 blanques torre | a8 black cross · b8 black cross · c8 black cross · d8 black cross · e8 black cross · f8 black cross · h8 black cross · a7 black cross · b7 black cross · c7 negres cavall · d7 black cross · e7 black cross · f7 black cross · h7 black cross · a6 black cross · b6 black cross · d6 negres peó · f6 negres peó · a5 black cross · b5 black cross · f5 blanques peó · h5 black cross · a4 negres peó · b4 negres peó · d4 blanques peó · e4 blanques cavall · f4 blanques alfil · d3 black cross · f3 black cross · h3 blanques peó · a2 blanques peó · b2 blanques peó · h2 blanques dama · a1 blanques rei · c1 blanques torre · g1 blanques torre | a8 black cross · b8 black cross · c8 black cross · d8 black cross · e8 black cross · f8 black cross · h8 black cross · a7 black cross · b7 black cross · c7 negres cavall · d7 black cross · e7 black cross · f7 black cross · h7 black cross · a6 black cross · b6 black cross · d6 negres peó · f6 negres peó · a5 black cross · b5 black cross · f5 blanques peó · h5 black cross · a4 negres peó · b4 negres peó · d4 blanques peó · e4 blanques cavall · f4 blanques alfil · d3 black cross · f3 black cross · h3 blanques peó · a2 blanques peó · b2 blanques peó · h2 blanques dama · a1 blanques rei · c1 blanques torre · g1 blanques torre | a8 black cross · b8 black cross · c8 black cross · d8 black cross · e8 black cross · f8 black cross · h8 black cross · a7 black cross · b7 black cross · c7 negres cavall · d7 black cross · e7 black cross · f7 black cross · h7 black cross · a6 black cross · b6 black cross · d6 negres peó · f6 negres peó · a5 black cross · b5 black cross · f5 blanques peó · h5 black cross · a4 negres peó · b4 negres peó · d4 blanques peó · e4 blanques cavall · f4 blanques alfil · d3 black cross · f3 black cross · h3 blanques peó · a2 blanques peó · b2 blanques peó · h2 blanques dama · a1 blanques rei · c1 blanques torre · g1 blanques torre | 4 |
| 3 | a8 black cross · b8 black cross · c8 black cross · d8 black cross · e8 black cross · f8 black cross · h8 black cross · a7 black cross · b7 black cross · c7 negres cavall · d7 black cross · e7 black cross · f7 black cross · h7 black cross · a6 black cross · b6 black cross · d6 negres peó · f6 negres peó · a5 black cross · b5 black cross · f5 blanques peó · h5 black cross · a4 negres peó · b4 negres peó · d4 blanques peó · e4 blanques cavall · f4 blanques alfil · d3 black cross · f3 black cross · h3 blanques peó · a2 blanques peó · b2 blanques peó · h2 blanques dama · a1 blanques rei · c1 blanques torre · g1 blanques torre | a8 black cross · b8 black cross · c8 black cross · d8 black cross · e8 black cross · f8 black cross · h8 black cross · a7 black cross · b7 black cross · c7 negres cavall · d7 black cross · e7 black cross · f7 black cross · h7 black cross · a6 black cross · b6 black cross · d6 negres peó · f6 negres peó · a5 black cross · b5 black cross · f5 blanques peó · h5 black cross · a4 negres peó · b4 negres peó · d4 blanques peó · e4 blanques cavall · f4 blanques alfil · d3 black cross · f3 black cross · h3 blanques peó · a2 blanques peó · b2 blanques peó · h2 blanques dama · a1 blanques rei · c1 blanques torre · g1 blanques torre | a8 black cross · b8 black cross · c8 black cross · d8 black cross · e8 black cross · f8 black cross · h8 black cross · a7 black cross · b7 black cross · c7 negres cavall · d7 black cross · e7 black cross · f7 black cross · h7 black cross · a6 black cross · b6 black cross · d6 negres peó · f6 negres peó · a5 black cross · b5 black cross · f5 blanques peó · h5 black cross · a4 negres peó · b4 negres peó · d4 blanques peó · e4 blanques cavall · f4 blanques alfil · d3 black cross · f3 black cross · h3 blanques peó · a2 blanques peó · b2 blanques peó · h2 blanques dama · a1 blanques rei · c1 blanques torre · g1 blanques torre | a8 black cross · b8 black cross · c8 black cross · d8 black cross · e8 black cross · f8 black cross · h8 black cross · a7 black cross · b7 black cross · c7 negres cavall · d7 black cross · e7 black cross · f7 black cross · h7 black cross · a6 black cross · b6 black cross · d6 negres peó · f6 negres peó · a5 black cross · b5 black cross · f5 blanques peó · h5 black cross · a4 negres peó · b4 negres peó · d4 blanques peó · e4 blanques cavall · f4 blanques alfil · d3 black cross · f3 black cross · h3 blanques peó · a2 blanques peó · b2 blanques peó · h2 blanques dama · a1 blanques rei · c1 blanques torre · g1 blanques torre | a8 black cross · b8 black cross · c8 black cross · d8 black cross · e8 black cross · f8 black cross · h8 black cross · a7 black cross · b7 black cross · c7 negres cavall · d7 black cross · e7 black cross · f7 black cross · h7 black cross · a6 black cross · b6 black cross · d6 negres peó · f6 negres peó · a5 black cross · b5 black cross · f5 blanques peó · h5 black cross · a4 negres peó · b4 negres peó · d4 blanques peó · e4 blanques cavall · f4 blanques alfil · d3 black cross · f3 black cross · h3 blanques peó · a2 blanques peó · b2 blanques peó · h2 blanques dama · a1 blanques rei · c1 blanques torre · g1 blanques torre | a8 black cross · b8 black cross · c8 black cross · d8 black cross · e8 black cross · f8 black cross · h8 black cross · a7 black cross · b7 black cross · c7 negres cavall · d7 black cross · e7 black cross · f7 black cross · h7 black cross · a6 black cross · b6 black cross · d6 negres peó · f6 negres peó · a5 black cross · b5 black cross · f5 blanques peó · h5 black cross · a4 negres peó · b4 negres peó · d4 blanques peó · e4 blanques cavall · f4 blanques alfil · d3 black cross · f3 black cross · h3 blanques peó · a2 blanques peó · b2 blanques peó · h2 blanques dama · a1 blanques rei · c1 blanques torre · g1 blanques torre | a8 black cross · b8 black cross · c8 black cross · d8 black cross · e8 black cross · f8 black cross · h8 black cross · a7 black cross · b7 black cross · c7 negres cavall · d7 black cross · e7 black cross · f7 black cross · h7 black cross · a6 black cross · b6 black cross · d6 negres peó · f6 negres peó · a5 black cross · b5 black cross · f5 blanques peó · h5 black cross · a4 negres peó · b4 negres peó · d4 blanques peó · e4 blanques cavall · f4 blanques alfil · d3 black cross · f3 black cross · h3 blanques peó · a2 blanques peó · b2 blanques peó · h2 blanques dama · a1 blanques rei · c1 blanques torre · g1 blanques torre | a8 black cross · b8 black cross · c8 black cross · d8 black cross · e8 black cross · f8 black cross · h8 black cross · a7 black cross · b7 black cross · c7 negres cavall · d7 black cross · e7 black cross · f7 black cross · h7 black cross · a6 black cross · b6 black cross · d6 negres peó · f6 negres peó · a5 black cross · b5 black cross · f5 blanques peó · h5 black cross · a4 negres peó · b4 negres peó · d4 blanques peó · e4 blanques cavall · f4 blanques alfil · d3 black cross · f3 black cross · h3 blanques peó · a2 blanques peó · b2 blanques peó · h2 blanques dama · a1 blanques rei · c1 blanques torre · g1 blanques torre | 3 |
| 2 | a8 black cross · b8 black cross · c8 black cross · d8 black cross · e8 black cross · f8 black cross · h8 black cross · a7 black cross · b7 black cross · c7 negres cavall · d7 black cross · e7 black cross · f7 black cross · h7 black cross · a6 black cross · b6 black cross · d6 negres peó · f6 negres peó · a5 black cross · b5 black cross · f5 blanques peó · h5 black cross · a4 negres peó · b4 negres peó · d4 blanques peó · e4 blanques cavall · f4 blanques alfil · d3 black cross · f3 black cross · h3 blanques peó · a2 blanques peó · b2 blanques peó · h2 blanques dama · a1 blanques rei · c1 blanques torre · g1 blanques torre | a8 black cross · b8 black cross · c8 black cross · d8 black cross · e8 black cross · f8 black cross · h8 black cross · a7 black cross · b7 black cross · c7 negres cavall · d7 black cross · e7 black cross · f7 black cross · h7 black cross · a6 black cross · b6 black cross · d6 negres peó · f6 negres peó · a5 black cross · b5 black cross · f5 blanques peó · h5 black cross · a4 negres peó · b4 negres peó · d4 blanques peó · e4 blanques cavall · f4 blanques alfil · d3 black cross · f3 black cross · h3 blanques peó · a2 blanques peó · b2 blanques peó · h2 blanques dama · a1 blanques rei · c1 blanques torre · g1 blanques torre | a8 black cross · b8 black cross · c8 black cross · d8 black cross · e8 black cross · f8 black cross · h8 black cross · a7 black cross · b7 black cross · c7 negres cavall · d7 black cross · e7 black cross · f7 black cross · h7 black cross · a6 black cross · b6 black cross · d6 negres peó · f6 negres peó · a5 black cross · b5 black cross · f5 blanques peó · h5 black cross · a4 negres peó · b4 negres peó · d4 blanques peó · e4 blanques cavall · f4 blanques alfil · d3 black cross · f3 black cross · h3 blanques peó · a2 blanques peó · b2 blanques peó · h2 blanques dama · a1 blanques rei · c1 blanques torre · g1 blanques torre | a8 black cross · b8 black cross · c8 black cross · d8 black cross · e8 black cross · f8 black cross · h8 black cross · a7 black cross · b7 black cross · c7 negres cavall · d7 black cross · e7 black cross · f7 black cross · h7 black cross · a6 black cross · b6 black cross · d6 negres peó · f6 negres peó · a5 black cross · b5 black cross · f5 blanques peó · h5 black cross · a4 negres peó · b4 negres peó · d4 blanques peó · e4 blanques cavall · f4 blanques alfil · d3 black cross · f3 black cross · h3 blanques peó · a2 blanques peó · b2 blanques peó · h2 blanques dama · a1 blanques rei · c1 blanques torre · g1 blanques torre | a8 black cross · b8 black cross · c8 black cross · d8 black cross · e8 black cross · f8 black cross · h8 black cross · a7 black cross · b7 black cross · c7 negres cavall · d7 black cross · e7 black cross · f7 black cross · h7 black cross · a6 black cross · b6 black cross · d6 negres peó · f6 negres peó · a5 black cross · b5 black cross · f5 blanques peó · h5 black cross · a4 negres peó · b4 negres peó · d4 blanques peó · e4 blanques cavall · f4 blanques alfil · d3 black cross · f3 black cross · h3 blanques peó · a2 blanques peó · b2 blanques peó · h2 blanques dama · a1 blanques rei · c1 blanques torre · g1 blanques torre | a8 black cross · b8 black cross · c8 black cross · d8 black cross · e8 black cross · f8 black cross · h8 black cross · a7 black cross · b7 black cross · c7 negres cavall · d7 black cross · e7 black cross · f7 black cross · h7 black cross · a6 black cross · b6 black cross · d6 negres peó · f6 negres peó · a5 black cross · b5 black cross · f5 blanques peó · h5 black cross · a4 negres peó · b4 negres peó · d4 blanques peó · e4 blanques cavall · f4 blanques alfil · d3 black cross · f3 black cross · h3 blanques peó · a2 blanques peó · b2 blanques peó · h2 blanques dama · a1 blanques rei · c1 blanques torre · g1 blanques torre | a8 black cross · b8 black cross · c8 black cross · d8 black cross · e8 black cross · f8 black cross · h8 black cross · a7 black cross · b7 black cross · c7 negres cavall · d7 black cross · e7 black cross · f7 black cross · h7 black cross · a6 black cross · b6 black cross · d6 negres peó · f6 negres peó · a5 black cross · b5 black cross · f5 blanques peó · h5 black cross · a4 negres peó · b4 negres peó · d4 blanques peó · e4 blanques cavall · f4 blanques alfil · d3 black cross · f3 black cross · h3 blanques peó · a2 blanques peó · b2 blanques peó · h2 blanques dama · a1 blanques rei · c1 blanques torre · g1 blanques torre | a8 black cross · b8 black cross · c8 black cross · d8 black cross · e8 black cross · f8 black cross · h8 black cross · a7 black cross · b7 black cross · c7 negres cavall · d7 black cross · e7 black cross · f7 black cross · h7 black cross · a6 black cross · b6 black cross · d6 negres peó · f6 negres peó · a5 black cross · b5 black cross · f5 blanques peó · h5 black cross · a4 negres peó · b4 negres peó · d4 blanques peó · e4 blanques cavall · f4 blanques alfil · d3 black cross · f3 black cross · h3 blanques peó · a2 blanques peó · b2 blanques peó · h2 blanques dama · a1 blanques rei · c1 blanques torre · g1 blanques torre | 2 |
| 1 | a8 black cross · b8 black cross · c8 black cross · d8 black cross · e8 black cross · f8 black cross · h8 black cross · a7 black cross · b7 black cross · c7 negres cavall · d7 black cross · e7 black cross · f7 black cross · h7 black cross · a6 black cross · b6 black cross · d6 negres peó · f6 negres peó · a5 black cross · b5 black cross · f5 blanques peó · h5 black cross · a4 negres peó · b4 negres peó · d4 blanques peó · e4 blanques cavall · f4 blanques alfil · d3 black cross · f3 black cross · h3 blanques peó · a2 blanques peó · b2 blanques peó · h2 blanques dama · a1 blanques rei · c1 blanques torre · g1 blanques torre | a8 black cross · b8 black cross · c8 black cross · d8 black cross · e8 black cross · f8 black cross · h8 black cross · a7 black cross · b7 black cross · c7 negres cavall · d7 black cross · e7 black cross · f7 black cross · h7 black cross · a6 black cross · b6 black cross · d6 negres peó · f6 negres peó · a5 black cross · b5 black cross · f5 blanques peó · h5 black cross · a4 negres peó · b4 negres peó · d4 blanques peó · e4 blanques cavall · f4 blanques alfil · d3 black cross · f3 black cross · h3 blanques peó · a2 blanques peó · b2 blanques peó · h2 blanques dama · a1 blanques rei · c1 blanques torre · g1 blanques torre | a8 black cross · b8 black cross · c8 black cross · d8 black cross · e8 black cross · f8 black cross · h8 black cross · a7 black cross · b7 black cross · c7 negres cavall · d7 black cross · e7 black cross · f7 black cross · h7 black cross · a6 black cross · b6 black cross · d6 negres peó · f6 negres peó · a5 black cross · b5 black cross · f5 blanques peó · h5 black cross · a4 negres peó · b4 negres peó · d4 blanques peó · e4 blanques cavall · f4 blanques alfil · d3 black cross · f3 black cross · h3 blanques peó · a2 blanques peó · b2 blanques peó · h2 blanques dama · a1 blanques rei · c1 blanques torre · g1 blanques torre | a8 black cross · b8 black cross · c8 black cross · d8 black cross · e8 black cross · f8 black cross · h8 black cross · a7 black cross · b7 black cross · c7 negres cavall · d7 black cross · e7 black cross · f7 black cross · h7 black cross · a6 black cross · b6 black cross · d6 negres peó · f6 negres peó · a5 black cross · b5 black cross · f5 blanques peó · h5 black cross · a4 negres peó · b4 negres peó · d4 blanques peó · e4 blanques cavall · f4 blanques alfil · d3 black cross · f3 black cross · h3 blanques peó · a2 blanques peó · b2 blanques peó · h2 blanques dama · a1 blanques rei · c1 blanques torre · g1 blanques torre | a8 black cross · b8 black cross · c8 black cross · d8 black cross · e8 black cross · f8 black cross · h8 black cross · a7 black cross · b7 black cross · c7 negres cavall · d7 black cross · e7 black cross · f7 black cross · h7 black cross · a6 black cross · b6 black cross · d6 negres peó · f6 negres peó · a5 black cross · b5 black cross · f5 blanques peó · h5 black cross · a4 negres peó · b4 negres peó · d4 blanques peó · e4 blanques cavall · f4 blanques alfil · d3 black cross · f3 black cross · h3 blanques peó · a2 blanques peó · b2 blanques peó · h2 blanques dama · a1 blanques rei · c1 blanques torre · g1 blanques torre | a8 black cross · b8 black cross · c8 black cross · d8 black cross · e8 black cross · f8 black cross · h8 black cross · a7 black cross · b7 black cross · c7 negres cavall · d7 black cross · e7 black cross · f7 black cross · h7 black cross · a6 black cross · b6 black cross · d6 negres peó · f6 negres peó · a5 black cross · b5 black cross · f5 blanques peó · h5 black cross · a4 negres peó · b4 negres peó · d4 blanques peó · e4 blanques cavall · f4 blanques alfil · d3 black cross · f3 black cross · h3 blanques peó · a2 blanques peó · b2 blanques peó · h2 blanques dama · a1 blanques rei · c1 blanques torre · g1 blanques torre | a8 black cross · b8 black cross · c8 black cross · d8 black cross · e8 black cross · f8 black cross · h8 black cross · a7 black cross · b7 black cross · c7 negres cavall · d7 black cross · e7 black cross · f7 black cross · h7 black cross · a6 black cross · b6 black cross · d6 negres peó · f6 negres peó · a5 black cross · b5 black cross · f5 blanques peó · h5 black cross · a4 negres peó · b4 negres peó · d4 blanques peó · e4 blanques cavall · f4 blanques alfil · d3 black cross · f3 black cross · h3 blanques peó · a2 blanques peó · b2 blanques peó · h2 blanques dama · a1 blanques rei · c1 blanques torre · g1 blanques torre | a8 black cross · b8 black cross · c8 black cross · d8 black cross · e8 black cross · f8 black cross · h8 black cross · a7 black cross · b7 black cross · c7 negres cavall · d7 black cross · e7 black cross · f7 black cross · h7 black cross · a6 black cross · b6 black cross · d6 negres peó · f6 negres peó · a5 black cross · b5 black cross · f5 blanques peó · h5 black cross · a4 negres peó · b4 negres peó · d4 blanques peó · e4 blanques cavall · f4 blanques alfil · d3 black cross · f3 black cross · h3 blanques peó · a2 blanques peó · b2 blanques peó · h2 blanques dama · a1 blanques rei · c1 blanques torre · g1 blanques torre | 1 |
|   | a | b | c | d | e | f | g | h |   |

## Regles
L'objectiu d'aquesta variació dels escacs no és fer escac i mat al rei, sinó capturar-lo. Als jugadors no se'ls informa si el seu rei és en escac. Fracassar en escapar d'un escac, o moure's a una casella que sigui escac, són moviments legals, i poden òbviament ocasionar una captura, i la pèrdua de la partida.
Les captures al pas són permeses en qualsevol cas. A diferència dels escacs estàndards, l'enroc es permet tant quan el rei és en escac com quan no, i també a través de caselles atacades per peces de l'adversari.
Aquesta variant dels escacs es juga millor en servidors d'escacs en línia. Per jugar sobre el tauler, calen tres escaquers i un àrbitre, igual com al Kriegspiel.
Hi ha algunes diferències menors en les regles en servidors diferents:
- BrainKing: les promocions de peó romanen desconegudes per a l'adversari.
- ItsYourTurn: l'adversari sap que un peó ha promocionat, però no sap on.
- SchemingMind: el jugador no veu què hi ha davant dels seus peons, perà sí que sap si la posició està ocupada o no.
- AjaxPlay.Com: La captura al pas no és permesa; les promocions de peó romanen desconegudes per a l'adversari.

## Variacions
Generalment, i com que les regles bàsiques del Dark chess són universals respecte a la variació clàssica o "pare", qualsevol variació d'escacs de 2 jugador es pot jugar "en la foscor" ("in dark"). SchemingMind proporciona algunes de les variacions possibles.
- Dark chess (escac i mat) - al jugador se li notifica que el seu rei és en escac i no pot moure el seu rei a casella batuda. L'objectiu en aquesta variació és el mateix que en els escacs estàndards - fer escac i mat al rei.
- Escacs foscos (escac) - al jugador se li notifica que el seu rei és en escac, però no hi ha cap restricció de moviment, el seu rei pot romandre en escac després d'un moviment. L'objectiu en aquesta variació és el mateix que al dark chess estàndard - capturar el rei.
- Dark crazyhouse - combinació d'escacs passapeces i dark chess.
- Dark suicide - combinació d'antichess i dark chess.
- Escacs de Sun Tzu - combinació de doble Fischer Random Chess (com el Chess960, però amb posicions diferents per a blanc i negre), crazyhouse i dark chess. Es poden deixar peces en qualsevol casella possible del tauler (com al crazyhouse). Aquesta variant d'escacs fou inventada el 2005 per John Kipling Lewis.
- Escacs Tzu Lao - com el Sun Tzu, però només es poden deixar peces en caselles visibles. També inventat el 2005 per John Kipling Lewis.
- Escacs d'Omega foscos - combinació d'Omega Chess i dark chess.[1]
- Dark Seirawan chess - combinació de Seirawan chess and dark chess.

## Jugabilitat
El dark chess té un considerable component estratègic. La planificació i estratègia, així com una mica de raonament psicològic, són molt importants; mentre que en canvi no ho són la tàctica i la recerca de moviments.
En aquesta variació dels escacs el rei ha de ser protegit prudentment d'escacs molt perillosos per part de les peces no visibles. Per a una dama les peces més perilloses són els cavalls, que la poden atacar sense fer-se visibles.